# Paris-Dunkerque
Paris-Dunkerque est une ancienne course cycliste française, organisée en 1920, puis de 1932 à 1936 entre Paris et Dunkerque (Nord).

## Palmarès
| Année | Vainqueur          | Deuxième             | Troisième           |
| ----- | ------------------ | -------------------- | ------------------- |
| 1920  | Romain Bellenger   | Alphonse Van Hecke   | Lucien Rich         |
| 1931  |                    | Julien Vervaecke     |                     |
| 1932  | Émile Decroix      | Julien Vervaecke     | Ernest Neuhard      |
| 1933  | Rémy Verschaetse   | Florent Vandenberghe | Romain Maes         |
| 1934  | Camille Schallier  | André Defoort        | Raymond Debruyckere |
| 1935  | André Vanderdonckt | Aimé Lievens         | Henri Salingue      |
| 1936  | Julien Legrand     | Noël Declercq        | Rémi Decroix        |